# Бранко, Элиза
Эли́за Бра́нко (порт. Elisa Branco; 1912 — 2001) — бразильский общественный деятель.
Лауреат Международной Сталинской премии «За укрепление мира между народами» (1952).

## Биография
Родилась в 1912 году в Барретусе (штат Сан-Паулу, Бразилия). По профессии работница-текстильщица. Еще живя в Барретусе, стала секретарём муниципального комитета Бразильской коммунистической партии, затем в 1948 году перебралась в Сан-Паулу и присоединилась к Всемирной кампании за мир. В том же году была впервые арестована во время Первого конгресса работников текстильной промышленности штата Сан-Паулу. После Второй мировой войны участвовала в работе Федерации бразильских женщин. В 1949—1960 годах вице-председатель Совета бразильских сторонников мира. 
7 сентября 1950 года выступила против отправки бразильских войск в Корею (перед официальными празднованиями Дня независимости несла плакат с надписью «Наши дети не поедут в Корею»), за что была арестована и осуждена на 4 года и 3 месяца тюремного заключения. Под давлением общественного мнения в сентябре 1951 года освобождена из тюрьмы Тирадентис. В 1951—1965 годах член Всемирного совета мира (ВСМ). Подвергалась очередным заключениям после переворота 1964 года и в 1971 году.
В 2000 году в 88-летнем возрасте участвовала в создании Марксистско-ленинской коммунистической партии и вошла в её национальное руководство.
Эйюб Абасов — автор поэмы «Слово о правде» (1953, о героизме бразильской общественной деятельницы Элизы Бранко).